# Charles Deschamps de Boishébert et de Raffetot
Charles Deschamps de Boishébert et de Raffetot (Québec, 7 febbraio 1727 – Raffetot, 9 gennaio 1797) è stato un generale francese.

## Biografia
Figlio di Henri-Louis Deschamps de Boishébert e di sua moglie Louise-Geneviève de Ramezay. Ancora giovane, entrò nella marina militare francese come cadetto il 1º ottobre 1739, e nel 1742 venne ammesso nella guarnigione di Quebec come assistente maggiore.
Poco dopo la presa di Fort Beauséjour, Boishébert venne avvertito dagli abitanti di Trois-Rivières che gli britannici intendevano attaccare la regione. Giunse al fiume Petitcodiac due settimane dopo con circa 120 soldati. Cercò di impedire agli britannici di distruggere il villaggio di Chipoudy, ma non poté fare nulla per opporsi alle forze nemiche, non essendo avvezzo alle loro strategie di combattimento sul campo. Gli britannici si portarono quindi a distruggere i villaggi più a monte del fiume. Una ventina di acadiani si unirono alle truppe di Boishébert in attesa del loro ritorno. Due giorni dopo, il 3 settembre 1755, sorprese gli britannici mentre cercavano di appiccare il fuoco al villaggio di Petitcoudiac. Dopo una battaglia durata tre ore, gli britannici subirono pesanti perdite e dovettero fuggire. Boishébert perse un solo uomo nello scontro. Tornò quindi a Nérépis con le sue truppe e 30 delle più povere famiglie acadiane.
Approfittando della diffidenza degli britannici in seguito alla battaglia e per evitare ogni idea di vendetta contro gli acadiani, Boishébert inviò il suo luogotenente, François Boucher de Niverville Grandpré, nella regione di Petitcoudiac. Quest'ultimo doveva anche impedire qualsiasi trasporto di cibo o munizioni tra la regione di Fort Beauséjour e Baie Verte. Boishébert stesso si recò non lontano dal luogo prescelto, a Memramkouke, per respingere un possibile attacco degli britannici nella regione. Si portò a Cocagne, dove si erano rifugiati diversi acadiani, e nel 1755 e vi trascorse l'intero inverno. Il 24 gennaio 1756 venne sorpreso da un'imboscata britannica ma riuscì a fuggire.
Abbandonò quindi il servizio attivo e nel 1760 partì alla volta della Francia, dove sposò sua cugina Charlotte-Élisabeth-Antoinette Deschamps de Boishébert et de Raffetot a Cliponville dalla quale ebbe un figlio. Si portò a vivere a Raffetot, nella tenuta della moglie, dove fu sindaco dal 1790 al 1791. Morì nel 1797 a Raffetot.